# Cephalophyllum alstonii
Cephalophyllum alstonii är en isörtsväxtart som beskrevs av Hermann Wilhelm Rudolf Marloth och L. Bol. Cephalophyllum alstonii ingår i släktet Cephalophyllum och familjen isörtsväxter. Inga underarter finns listade i Catalogue of Life.

## Bildgalleri

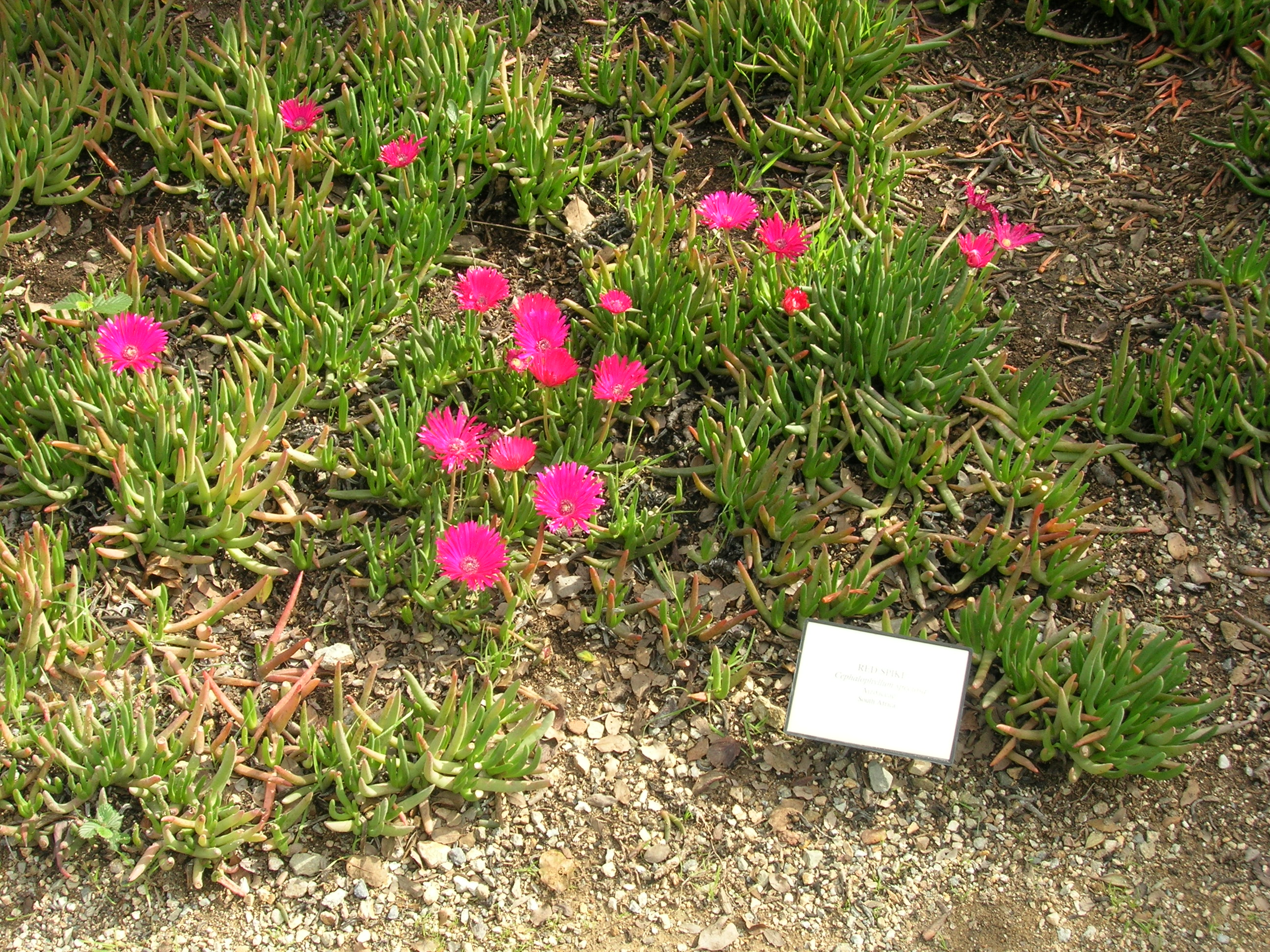
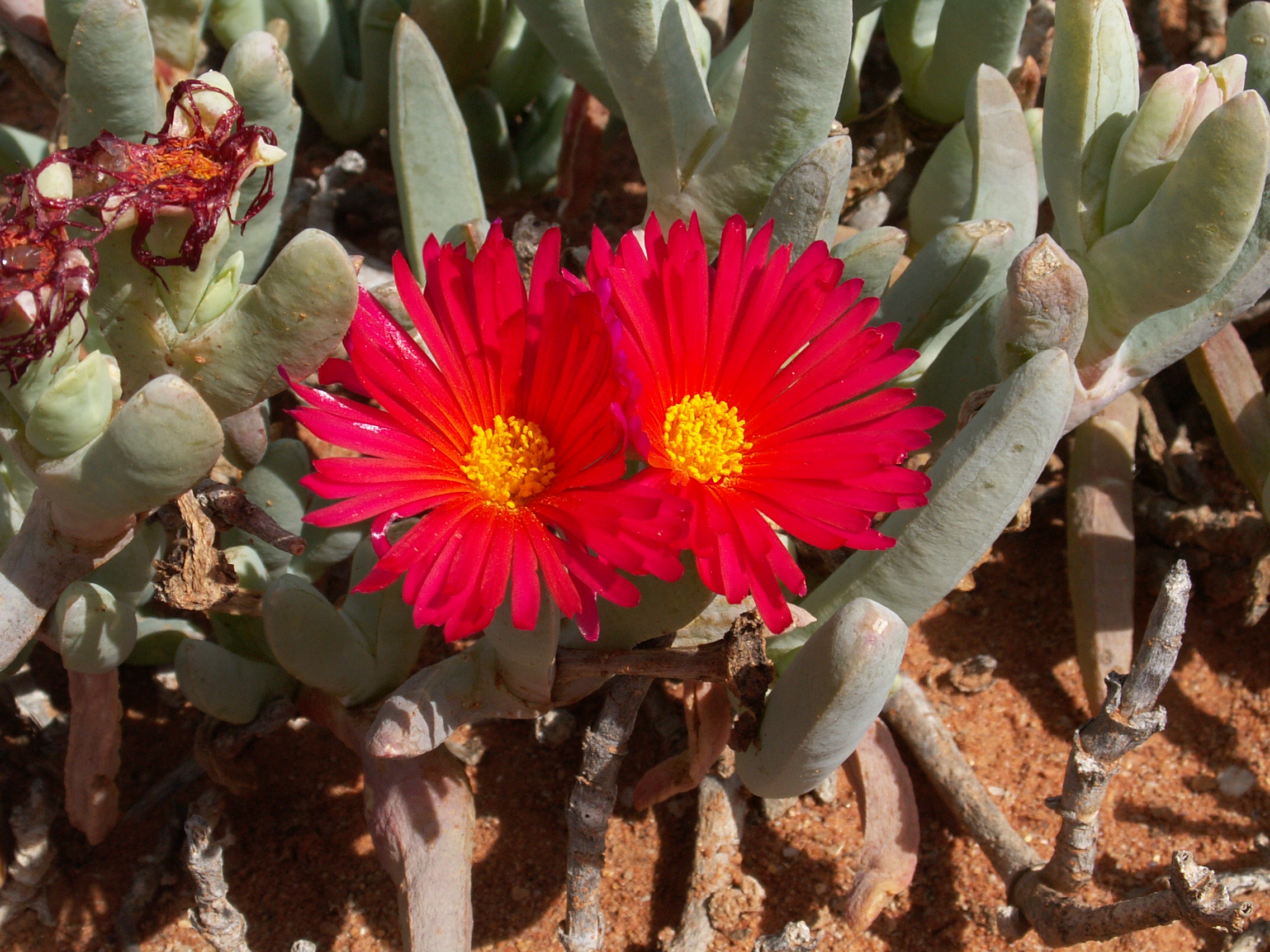
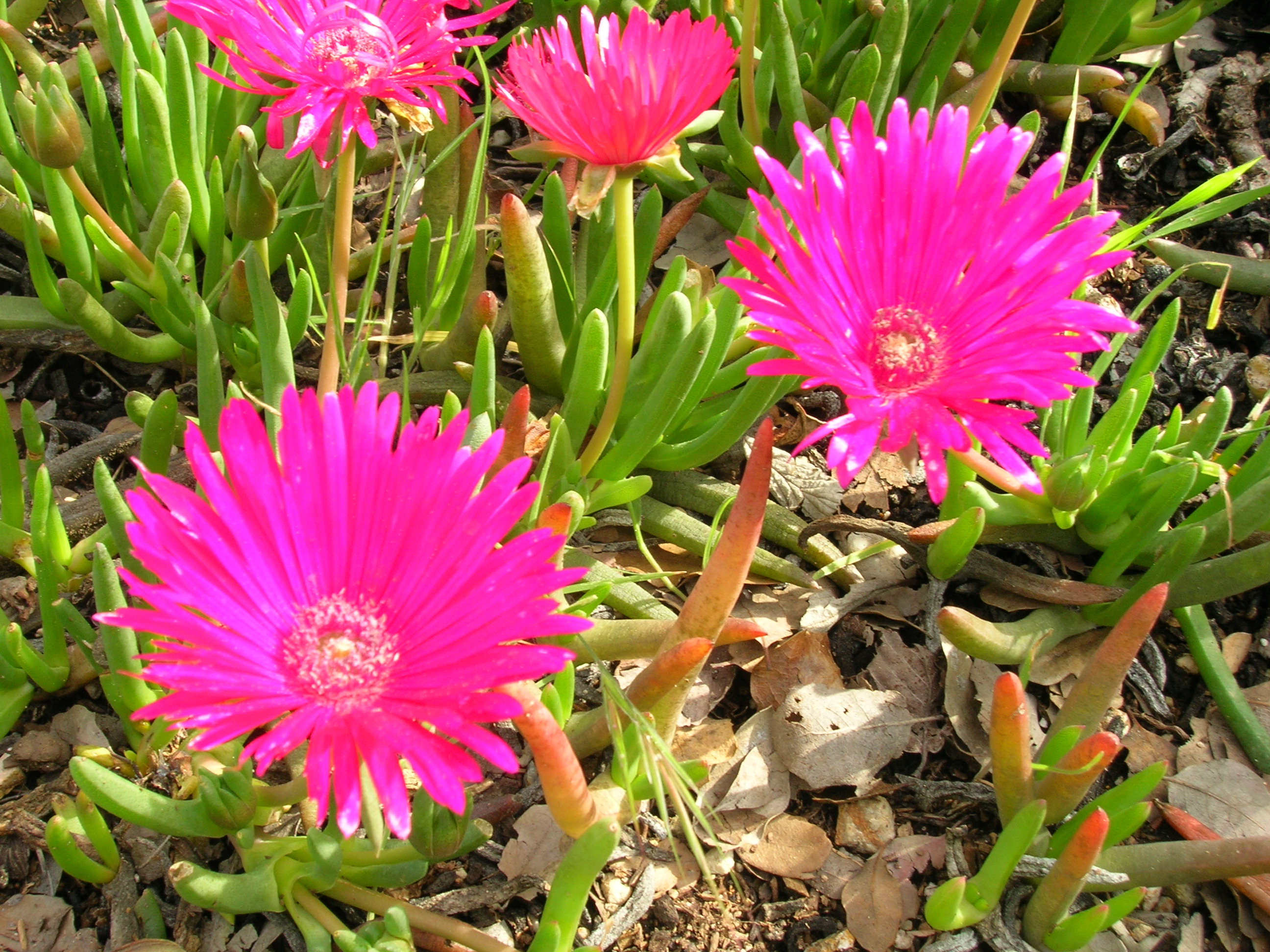